# Rittergasse 12 (Quedlinburg)

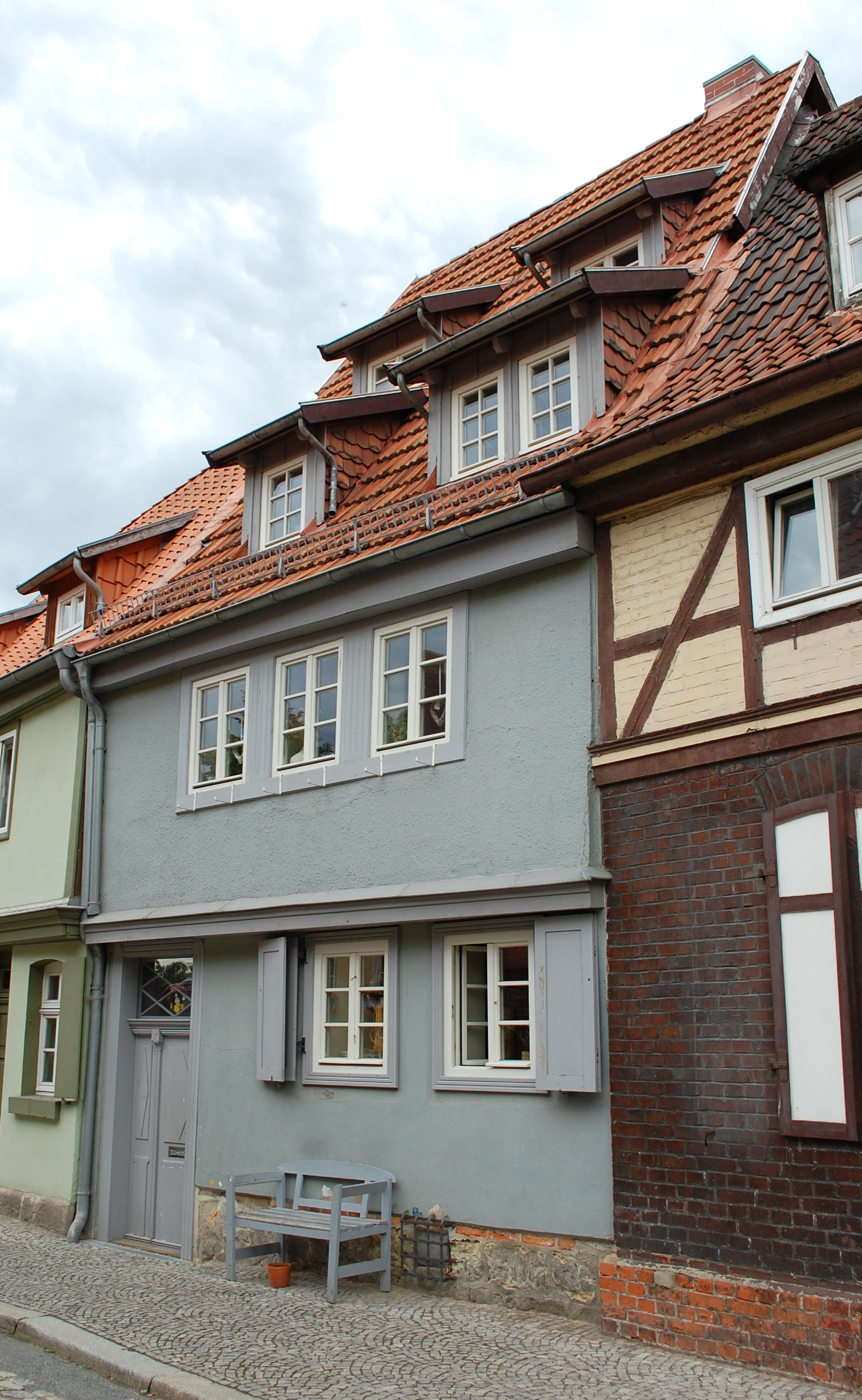
Rittergasse 12

Das Haus Rittergasse 12 ist ein denkmalgeschütztes Gebäude in der Stadt Quedlinburg in Sachsen-Anhalt.

## Lage
Es befindet sich im Stadtgebiet südlich des Quedlinburger Schlossberges. Das Gebäude gehört zum UNESCO-Weltkulturerbe und ist im Quedlinburger Denkmalverzeichnis eingetragen. Südlich grenzt das gleichfalls denkmalgeschützte Haus Rittergasse 11 an.

## Architektur und Geschichte
Die Fassade des im 17. Jahrhundert errichteten Fachwerkhauses ist verputzt. Die Anordnung der Fenster des Obergeschosses erfolgte in der Form einer Fensterreihung. Bedeckt ist das Gebäude von einem sehr steilen Dach.
Die Haustür im Stil des Klassizismus verfügt über ein Oberlicht und entstand in der ersten Hälfte des 19. Jahrhunderts.